# 米科拉伊夫卡 (尼任區)
51°13′31″N 32°33′32″E / 51.22528°N 32.55889°E
米科拉伊夫卡（烏克蘭語：Миколаївка），是烏克蘭北部切爾尼希夫州尼任區博爾茲納市鎮的村莊，面積2平方公里，海拔高度132米，2006年人口786，人口密度每平方公里393人。